# Leitura à primeira vista
Leitura à primeira vista se trata da leitura musical, na partitura (ou algum outro tipo de notação musical), de uma canção inteira ou de um trecho, nunca antes lido por quem está a ler para executar em algum instrumento musical ou solfejar. Ou seja, trata-se de ver pela primeira vez a escrita musical enquanto lê.
A leitura dos meios de notação musical, em especial, a partitura, configura-se como objeto de função indispensável para a formação de um músico instrumentista, uma vez que seu estudo e execução, juntamente com outros elementos da prática musical contribuem grandemente na formação musical de quem toca ou canta.